# Huntsville, Alabama
Huntsville je grad u američkoj saveznoj državi Alabami, većim dijelom nalazi se u okrugu Madison čije je i središte, a manjim dijelom u okrugu Limestone.

## Povijest
Huntsville je dobio ime po ratnom veteranu Johnu Huntu, prvom naseljeniku na području današnjega gradskoga Big Spring parka. Hunt nije pravilno registrirao svoj zahtjev za kupnjom zemljišta, pa je područje kupio Leroy Pope, koji je područje nazvao Twickenham prema selu njegovog dalekog rođaka Alexadera Popea.
Twickenham je bio pažljivo planiran, ulice se pružaju u smjeru sa sjeveroistoka na jugozapad prema parku i jezeru Big Sprin. 
Zbog anti-engleskog raspoloženja tijekom rata od 1812. godine, ime je promijenjeno u Huntsville u čast Johnu Hunt.
Oba dvojica John Hunt i Leroy Pope bili su slobodni zidari i članovi Helion lože koja je bila dio Masonske lože.
8. rujna 1960., američki predsjednik Dwight D. Eisenhower formalno je otvorio NASA-in "Marshall Space Flight Center", po čemu je grad i danas poznat, a nadimak grada je "Grad raketa"

## Zemljopis
Huntsville se nalazi u sjevernome dijelu Alabame. Grad se prostire na 543,9 km² od čega je 542,86 km² kopneno područje, dok vodenih površina ima 0,6 km².

## Demografija
Po popisu stanovništva iz 2000. godine u grad je živjelo 158.216 stanovnika 	
u 66.742 kućanstva s 41.713 obitelji s prebivalištem u gradu, dok je prosječna gustoća naseljenosti 351 stan./km2.
Prema rasnoj podjeli u naselju živi najviše bijelaca 64,47%, Afroamerikanaca ima 30,21%, Indijanaca 0,54%, azijata 2,22%, pacifička rasa 0,06%, ostale rase 0,66% i dvije ili više rasa 1,84%

## Poznate osobe
- Dred Scott
- Jimmy Wales, osnivač i predsjednik Wikimedija zaklade
- Mario West, američki košarkaš

## Vanjske poveznice
- Službena stranica grada